# أوراسيي
أوراسيي هي مدينة صغيرة في الجزء الشمالي من البوسنة والهرسك، وتقع على نهر سافا على الحدود مع كرواتيا. أوراسيي هي مركز مقاطعة بوسافينا التابعة لاتحاد البوسنة والهرسك.
ووفقا للنتائج الأولية للتعداد البوسنة عام 2013، المدينة المسورة لديها 3796 نسمة، والبلدية 21584.

## جغرافيا
تقع أوراسيي على الضفة اليمنى من نهر سافا وعلى الحدود بين البوسنة والهرسك وكرواتيا. على الجانب الآخر من النهر هي المدينة الكرواتية زوبانيا في فوكوفار-سيرميا.

## أعلام
- بكر بشيرفيتش
- ماتو نيريتلياك
- ألكسندر زيفكوفيتش